# Serpent noir (feu d'artifice)
 (octobre 2023).
La mise en forme du texte ne suit pas les recommandations de Wikipédia : il faut le « wikifier ».
Les points d'amélioration suivants sont les cas les plus fréquents. Le détail des points à revoir est peut-être précisé sur la page de discussion.
- Les titres sont pré-formatés par le logiciel. Ils ne sont ni en capitales, ni en gras.
- Le texte ne doit pas être écrit en capitales (les noms de famille non plus), ni en gras, ni en italique, ni en « petit »…
- Le gras n'est utilisé que pour surligner le titre de l'article dans l'introduction, une seule fois.
- L'italique est rarement utilisé : mots en langue étrangère, titres d'œuvres, noms de bateaux, etc.
- Les citations ne sont pas en italique mais en corps de texte normal. Elles sont entourées par des guillemets français : « et ».
- Les listes à puces sont à éviter, des paragraphes rédigés étant largement préférés. Les tableaux sont à réserver à la présentation de données structurées (résultats, etc.).
- Les appels de note de bas de page (petits chiffres en exposant, introduits par l'outil «  Source ») sont à placer entre la fin de phrase et le point final[comme ça].
- Les liens internes (vers d'autres articles de Wikipédia) sont à choisir avec parcimonie. Créez des liens vers des articles approfondissant le sujet. Les termes génériques sans rapport avec le sujet sont à éviter, ainsi que les répétitions de liens vers un même terme.
- Les liens externes sont à placer uniquement dans une section « Liens externes », à la fin de l'article. Ces liens sont à choisir avec parcimonie suivant les règles définies. Si un lien sert de source à l'article, son insertion dans le texte est à faire par les notes de bas de page.
- La présentation des références doit suivre les conventions bibliographiques. Il est recommandé d'utiliser les modèles {{Ouvrage}}, {{Chapitre}}, {{Article}}, {{Lien web}} et/ou {{Bibliographie}}. Le mode d'édition visuel peut mettre en forme automatiquement les références.
- Insérer une infobox (cadre d'informations à droite) n'est pas obligatoire pour parachever la mise en page.

Pour une aide détaillée, merci de consulter Aide:Wikification.
Si vous pensez que ces points ont été résolus, vous pouvez retirer ce bandeau et améliorer la mise en forme d'un autre article.
 (octobre 2023).

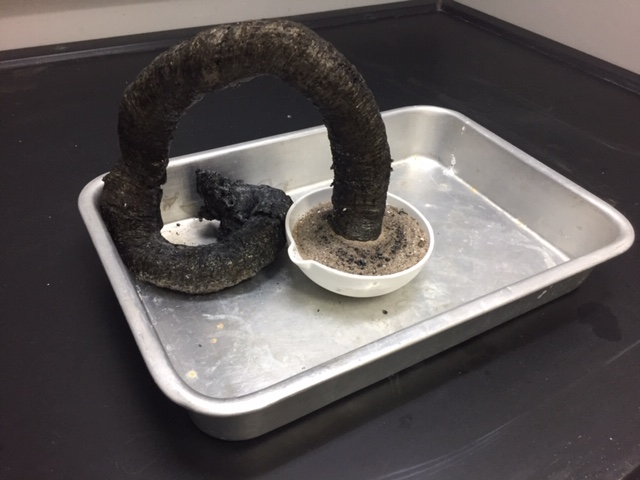
Un long serpent noir formé au cours de l'expérience

« Serpent noir » (aussi parfois appeler "Black snake", d'après son nom anglais) est un terme qui peut désigner deux types de feux d'artifice similaires : le serpent du Pharaon et le serpent de sucre. Le Serpent du Pharaon est la version originale de l'expérience : il produit un serpent plus impressionnant, mais nécessite pour sa réalisation du thiocyanate de mercure (II), toxique pour cause de présence de mercure . Le serpent de sucre n'est quant à lui pas toxique, du bicarbonate de sodium et du sucre sont utilisés .
Une fois allumés, le serpent noir émet de la fumée et crache des cendres ressemblant à un serpent via une réaction intumescente. Ils n'émettent aucune étincelle, projectile ou son.

## Le serpent du Pharaon

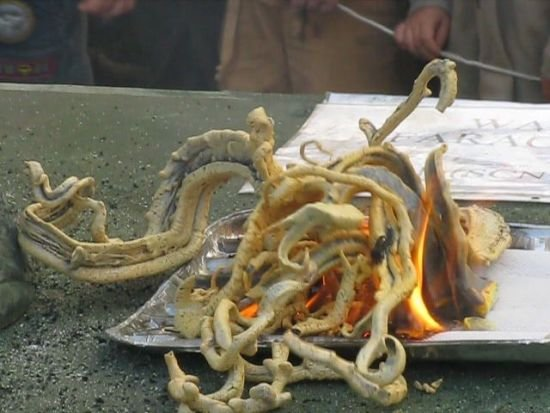
Démonstration du serpent du Pharaon

Le serpent du Pharaon est une expérience plus dangereuse et nécessite plus de précautions de sécurité que le serpent de sucre en raison de la présence de vapeurs de mercure toxiques et d'autres composés du mercure (HgS).
Cette réaction a été découverte par Friedrich Wöhler en 1821, peu après la première synthèse du thiocyanate de mercure. Pendant un certain temps, un produit pyrotechnique appelé "Pharaoschlangen" était en vente légal en Allemagne, mais a finalement été interdit lorsque la toxicité du produit a été découverte à la suite du décès de plusieurs enfants qui avaient consommé par erreur le solide obtenu.
L'expérience du serpent du Pharaon est presque identique à l'expérience du serpent à sucre, cependant, la première utilise du thiocyanate de mercure (II) (Hg(SCN)2) au lieu du sucre en poudre avec du bicarbonate de soude pour la seconde. La première expérience doit être réalisée sous une sorbonne car tous les composés du mercure sont dangereux.
Après avoir enflammé les réactifs, le thiocyanate de mercure (II) se décompose en sulfure de mercure (II) (HgS), en disulfure de carbone (CS2) et en nitrure de carbone (C3N4). Le nitrure de carbone graphitique, un solide jaune pâle, est le composant principal des cendres.
2 Hg(SCN)2 (s) → 2HgS (s) + CS2 (l) + C3N4 (s) 
Le disulfure de carbone s'enflamme en dioxyde de carbone (CO2) et en oxyde de soufre (IV) (SO2).
CS2 (l) + 3O2 (g) → CO2 (g) + 2SO2 (g) 
Alors que le nitrure de carbone (C3N4) se décompose en azote et en cyanogène.
2C3N4 (s) → 3(CN)2 (g) + N2 (g) 
Lorsque le sulfure de mercure (II) (HgS) réagit avec le dioxygène (O2), il forme une vapeur de mercure grise et du dioxyde de soufre. Si la réaction est effectuée à l’intérieur d’un récipient, un revêtement  gris de mercure sur son contour intérieure peut être observé.
HgS(s) + O2 (g) → Hg (l) + SO2 (g) 

## Serpent de sucre

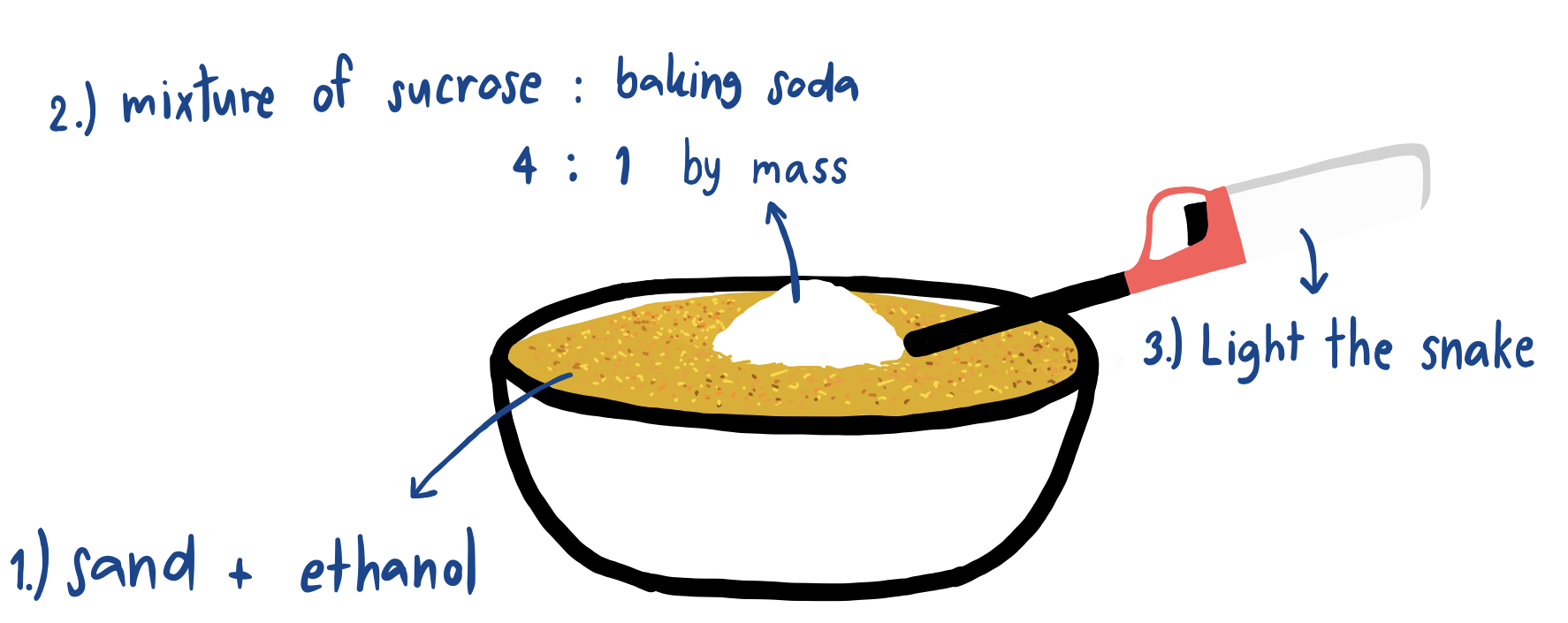
Saccharose et Bicarbonate de sodium (en ratio 4:1) placé sur du sable imprégné d'éthanol.

Trois réactions chimiques consécutives se produisent lorsque le serpent est allumé. Le bicarbonate de sodium se décompose en carbonate de sodium, en eau gazeuse et en dioxyde de carbone :
2NaHCO3 (s) → Na2CO3 (s) + H2O (g) + CO2 (g)
La combustion du saccharose ou de l'éthanol (réagit avec l'oxygène de l'air) produit du dioxyde de carbone et de l'eau gazeuse :
C12H22O11 (s) + 12O2 (g) → 12CO2 (g) + 11H2O (g)
C2H5OH (l) + 3O2 (g) → 2CO2 (g) + 3H2O (g)
Une partie du saccharose se décompose du fait de la haute température, dégageant du carbone élémentaire et de la vapeur d'eau :
C12H22O11 (s) → 12C (s) + 11H2O (g)
Le carbone ainsi créé rend le serpent noir. Le processus global est suffisamment exothermique pour que l'eau produite lors des réactions soit vaporisée. Cette vapeur, en plus du dioxyde de carbone produit, rend le serpent léger et aéré et lui permet d'atteindre une grande taille à partir d'une quantité comparativement petite de matière première .

## Utilisation
C'est un pétard populaire en Inde, avec lequel les enfants jouent pendant le festival de Diwali. Bien que jugé toxiques par la fondation Chest Research et l'Université de Pune, les serpents noirs sont toujours utilisés.